# Euplectella aspergillum
Euplectella aspergillum är en svampdjursart som beskrevs av Richard Owen 1841. Euplectella aspergillum ingår i släktet Euplectella och familjen Euplectellidae.
Artens utbredningsområde är havet kring Filippinerna. Inga underarter finns listade i Catalogue of Life.

## Bildgalleri

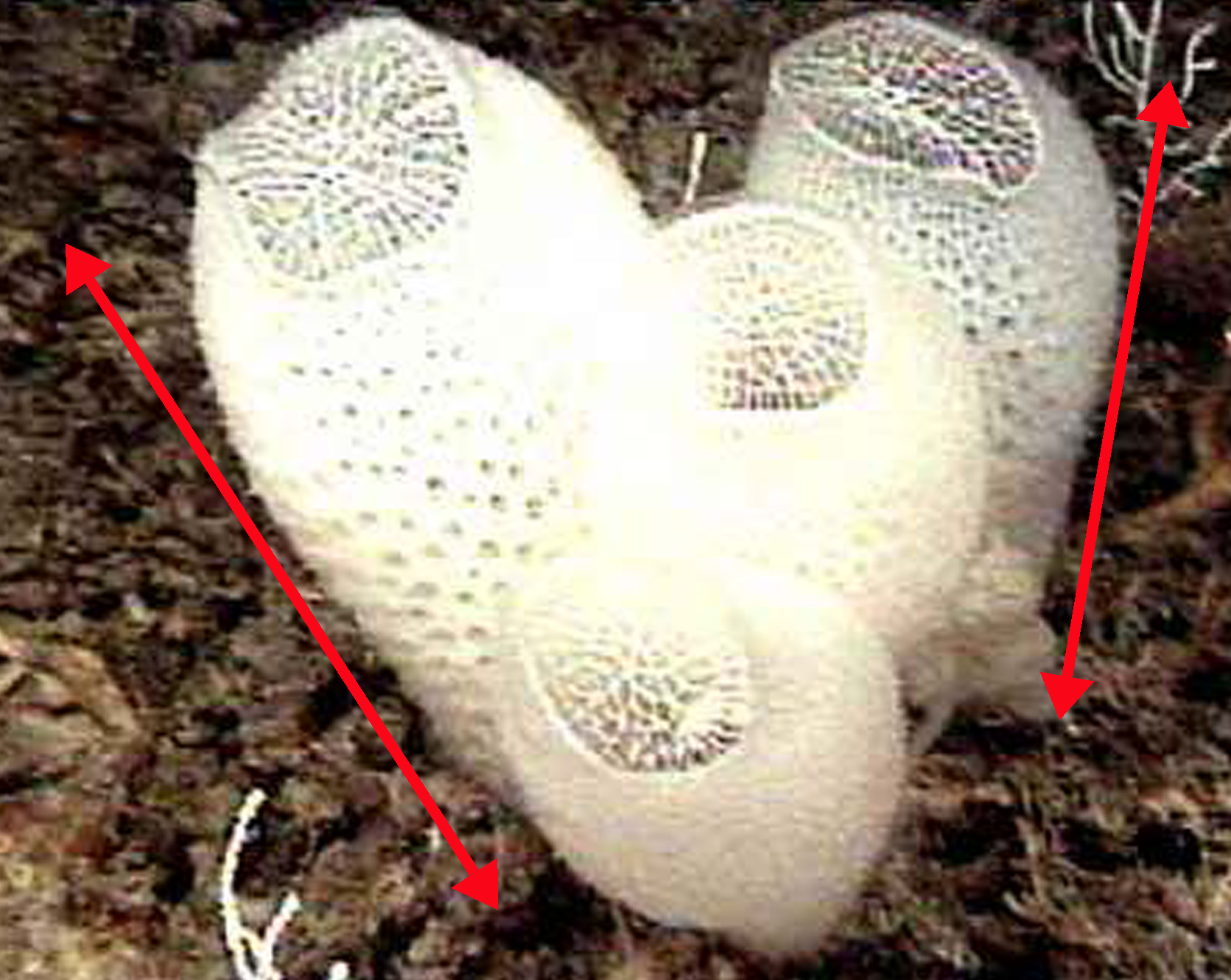
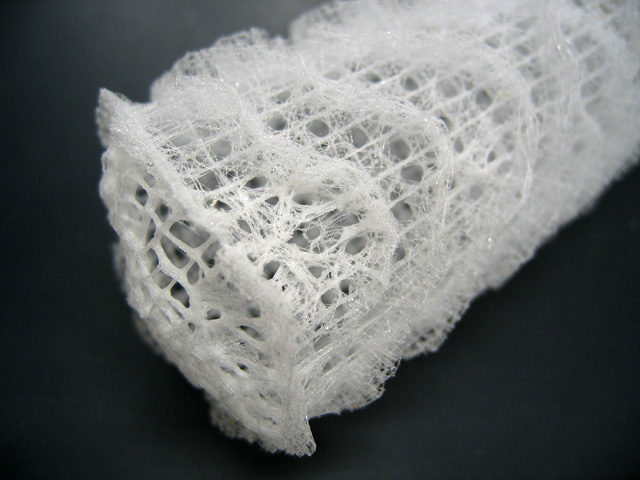
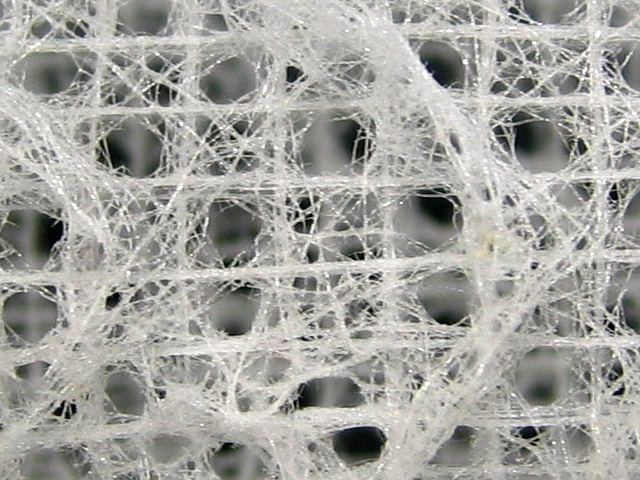
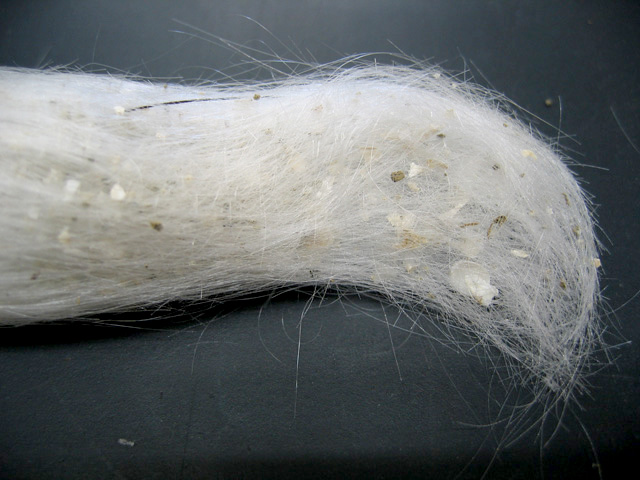
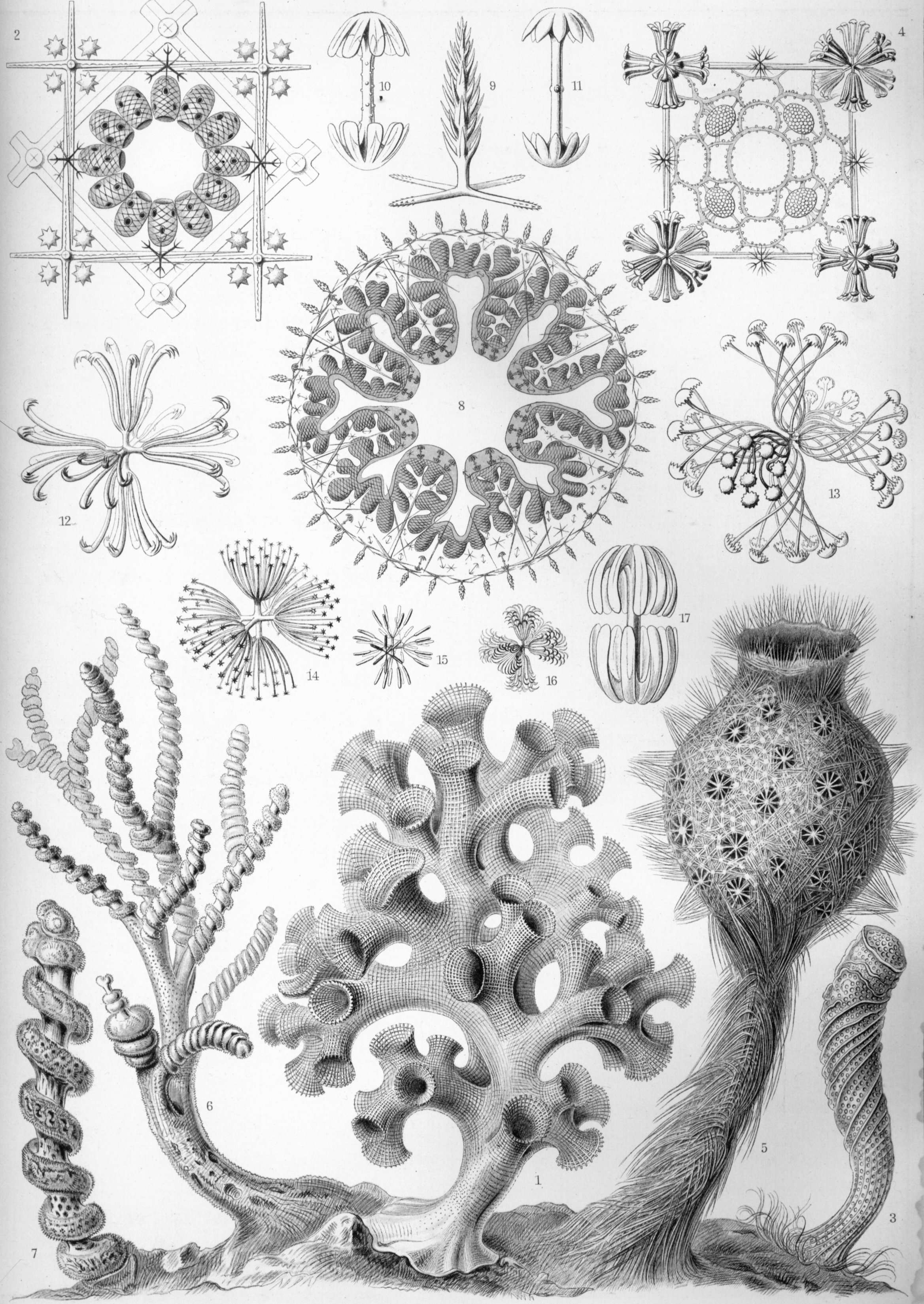